# Ecuador ai XXIV Giochi olimpici invernali
L'Ecuador ha partecipato ai XXIV Giochi olimpici invernali, che si sono svolti dal 4 al 20 febbraio 2022 a Pechino in Cina, con una delegazione composta da una sola atleta, la sciatrice alpina Sarah Escobar, che è stata la portabandiera nella cerimonia di apertura.

## Delegazione
| Sport      | Uomini | Donne | Totale |
| ---------- | ------ | ----- | ------ |
| Sci alpino | -      | 1     | 1      |
| Totale     | -      | 1     | 1      |

## Risultati

### Sci alpino
| Atleta        | Evento                   | 1ª manche | 1ª manche | 2ª manche       | 2ª manche       | Totale          | Totale          |
| Atleta        | Evento                   | Tempo     | Posizione | Tempo           | Posizione       | Tempo           | Posizione       |
| ------------- | ------------------------ | --------- | --------- | --------------- | --------------- | --------------- | --------------- |
| Sarah Escobar | Slalom gigante femminile | 1'21"26   | 61ª       | Non qualificata | Non qualificata | Non qualificata | Non qualificata |